# Edefors landsfiskalsdistrikt
Edefors landsfiskalsdistrikt var 1918–1951 ett landsfiskalsdistrikt i Norrbottens län, bildat när Sveriges indelning i landsfiskalsdistrikt trädde i kraft den 1 januari 1918, enligt beslut den 7 september 1917. När Sveriges nya indelning i landsfiskalsdistrikt trädde i kraft den 1 januari 1952 (enligt kungörelsen 1 juni 1951) upphörde distriktet och dess område införlivades i Överluleå landsfiskalsdistrikt.
Landsfiskalsdistriktet låg under länsstyrelsen i Norrbottens län, och landsfiskalen var baserad i Boden.

## Ingående områden
När Sveriges nya indelning i landsfiskalsdistrikt trädde i kraft den 1 oktober 1941 (enligt kungörelsen den 28 juni 1941) ändrades formuleringen om vilka områden av Överluleå landskommun som ingick i landsfiskalsdistriktet.

### Från 1918
- Edefors landskommun
- Del av Överluleå landskommun: Byarna Alterbäcken, Alträsk, Bredåker, Brännberg, Carlberg östra och västra, Degerbäcken, Heden, Hedensfors såg, Vitträsk, Johannesfors, Junkölsträsk, Kusträsk, Kusån, Kölen, Lombäcken, Liden, Långsjön, Löudden, Mockträsk, Rasmyran, Rörudden, Råbäcken, Slyträsk, Svenskudden, Statträsk, Södra Svartbäcken eller Lillån, Unbyn, Vittjärv, Vittjärvs såg och kvarn, Västanträsk, Vändträsk och Åkerholmen.[2]

### Från 1 oktober 1941
- Edefors landskommun
- Del av Överluleå landskommun: Landskommunen söder om Lule älv, samt de norr om älven belägna byarna Vittjärv, Vittjärvs såg och kvarn, Rasmyran, Kusträsk, Kusån, Rörudden och Bredåker.[6]

## Landsfiskaler
- 1918–1921: Jonas Emil Berglund, född 1886.[5]
- 1921–1932 (de facto 1925): Oskar Gustaf Kristianson, född 1890.[7][8]
- tf. 1925, ordinarie 1932-1951: Petrus Erland Berg, född 1897.[7][8][9][10][11][12][13][14]